# Günter Waldorf
Günter Waldorf, de son vrai nom Günter Stessl, (né le 2 mars 1924 à Graz - mort le 31 octobre 2012) est un peintre autrichien marié à Elga Maly (1921-1989).
Günter Waldorf a une formation de lithographe. Il fonde l'association culturelle "Junge Gruppe" de Weiz et est en 1958 un des principaux fondateurs du Forum Stadtpark. En 1966 il lance la "Internationalen Malerwochen" (semaine internationale des peintres), une manifestation annuelle au Landesmuseum Joanneum à Graz.

## Récompenses
- 1984 : Großes Goldenes Ehrenzeichen des Landes Steiermark
- 1994 : Ehrenring des Landes Steiermark